# WCW Women’s Championship
Die World Championship Wrestling (WCW) Women’s Championship war ein kurzlebiger Wrestling-Titel der World Championship Wrestling. Er existierte vom 29. Dezember 1996 bis zum 20. Dezember 1997. Wie bei allen Wrestling-Titeln wurde der Titel im Rahmen einer Storyline vergeben.
Vor der offiziellen Championship wurde der Frauen-Champion aus anderen, befreundeten Promotions übernommen.

## Geschichte

### Vor der offiziellen WCW Women’s Championship
Mitte der 1980er war WCW-Vorläufer Jim Crockett Promotions Mitglied der National Wrestling Alliance (NWA), einer Organisation, die eine Reihe von Territorien miteinander verband. Als solche erkannte sie den NWA World Women’s Championship an, der von Debbie Combs gehalten wurde. Als sich die WCW zwischen 1987 und 1988 von der NWA trennte, wechselte der Titel zu Misty Blue Simmes. 1990 erkannte die WCW Susan Sexton, den Champion der Ladies Professional Wrestling Association als Champion an. Diese durfte ihren Titel bei Clash of the Champions XII: Mountain Madness/Fall Brawl '90 auch gegen Bambi verteidigen.
Ab 1991 versuchte die WCW eine eigene Frauen-Division zu gründen, zu der unter anderem Madusa, Bambi, Leilani Kai und Judy Martin angehörten. Der Plan scheiterte jedoch und bis auf Madusa verließen alle Wrestlerinnen die WCW. Daher wurde Madusa nun als Ringbegleitung eingesetzt, bis sie zur World Wrestling Federation wechselte, wo sie dreimalige WWF Women’s Championess werden durfte.

### Die WCW Women’s Championship
Als Madusa 1996 zur WCW zurückkehrte, brachte sie den WWF Women’s Championship-Gürtel mit und schmiss ihn am 4. November 1996 vor laufenden Kameras bei Monday Nitro in eine Mülltonne. Das Segment war ein frühes Beispiel für die sogenannten Monday Night Wars zwischen WCW und WWF Mitte bis Ende der 1990er Jahre. Madusa fehdete anschließend mit Bull Nakano und Sherri Martel, doch es sollte noch ein halbes Jahr dauern, bis die WCW Women’s Championship schließlich eingeführt wurde. Dazu wurde ein Turnier veranstaltet, das bei Monday Nitro am 4. November 1996 und beim Pay-per-View Starrcade am 29. Dezember 1996 ausgestrahlt wurde. Das Turnier bestand lediglich aus sieben Wrestlerinnen. Akira Hokuto, Chigusa Nagayo (als Zero), KAORU, Meiko Satomura und Sonoko Kato stammten aus der japanischen Frauenliga Gaea Japan. Hinzu kamen die WCW-Wrestlerinnen Madusa und Malia Hosaka. Um auf acht Teilnehmer zu kommen, nahm Akira Hokutso zweimal teil, einmal unter dem Ringnamen Reina Jakubi und mit einer Maske. Im Finale gewann Akira Hokuto den Titel, die sich gegen Madusa durchsetzen durfte.
|  | Viertelfinale  | Viertelfinale |        |  | Halbfinale | Halbfinale |  |  | Finale | Finale |
|  |                |               |        |  |            |            |  |  |        |        |
|  | Reina Jakubi   |               |        |  |            |            |  |  |        |        |
|  | Madusa         | Pin           |        |  |            |            |  |  |        |        |
|  | Madusa         | Pin           | Zero   |  |            |            |  |  |        |        |
|  |                |               |        |  |            |            |  |  |        |        |
|  |                | Madusa        | Pin    |  |            |            |  |  |        |        |
|  | Malia Hosaka   | Madusa        | Pin    |  |            |            |  |  |        |        |
|  |                |               |        |  |            |            |  |  |        |        |
|  | Zero           | Pin           |        |  |            |            |  |  |        |        |
|  |                |               | Madusa |  |            |            |  |  |        |        |
|  |                | Akira Hokuto  | Pin    |  |            |            |  |  |        |        |
|  | Sonoko Kato    |               |        |  |            |            |  |  |        |        |
|  | Kaoru          | Pin           |        |  |            |            |  |  |        |        |
|  | Kaoru          | Pin           | Kaoru  |  |            |            |  |  |        |        |
|  |                |               |        |  |            |            |  |  |        |        |
|  |                | Akira Hokuto  | Pin    |  |            |            |  |  |        |        |
|  | Meiko Satomura | Akira Hokuto  | Pin    |  |            |            |  |  |        |        |
|  |                |               |        |  |            |            |  |  |        |        |
|  | Akira Hokuto   | Pin           |        |  |            |            |  |  |        |        |

Akira Hokuto und Madusa waren auch die beiden Wrestlerinnen, die am häufigsten gegeneinander antraten. Weitere Bewerber waren Malia Hosaka, Leilani Kai, Peggy Lee Leather, Debbie Combs und Luna Vachon. Am 20. September 1997 kam es zu einem erneuten Aufeinandertreffen von Madusa und Akira Hokuto in einem sogenannten Title vs. Career-Match. Madusa unterlag und pausierte etwa zwei Jahre. Da aber Akira Hokuto nach Japan zurückging, wurde der Titel vakant.
Am 20. Dezember 1997 durfte Devil Masami den Titel gewinnen, doch auch dies war nur von kurzer Dauer, da WCW und Gaea ihre Partnerschaft kurz darauf einstellten.
Alle Versuche einen neuen Titel zu kreieren scheiterten, trotz einer relativ starken Frauen-Division in den 1999ern und 2000ern.

## Liste der Titelträger
| # | Wrestlerin        | Anzahl | Datum                  | Tage      | Ort                  | Veranstaltung | Anmerkungen                                                                            |
| - | ----------------- | ------ | ---------------------- | --------- | -------------------- | ------------- | -------------------------------------------------------------------------------------- |
| 1 | Akira Hokuto      | 1      | 29. Dezember 1996      | 168       | Nashville, Tennessee | Starrcade     | Besiegte Madusa in einem Turnierfinale.                                                |
|   | Vakanz            | -      | 15. Juni 1997          | 0         | N/A                  | N/A           | Hokuto ging zurück nach Japan.                                                         |
| 2 | Devil Masami      | 1      | 20. September 1997     | unbekannt | Kawasaki, Japan      |               | Besiegte Zero in einem Match um den vakanten Titel und die AAAW Single Championship.   |
|   | Titel eingestellt | -      | ca. 20. September 1997 | 0         | –                    | –             | Der Titel wurde eingestellt, nachdem WCW und GAEA Japan ihre Zusammenarbeit beendeten. |